# Jesse Metcalfe
Jesse Eden Metcalfe (Carmel Valley, California, Estados Unidos, 9 de diciembre de 1978) es un actor estadounidense. Metcalfe es conocido por su interpretación de John Rowland en Desperate Housewives. Metcalfe también ha tenido papeles notables en Passions e interpretó el papel principal en John Tucker Must Die. Interpretó a Christopher Ewing en la continuación de TNT de Dallas, basada en la serie de 1978 del mismo nombre.  Desde 2016, Jesse interpreta a Trace Riley en la exitosa serie Chesapeake Shores de Hallmark Channel.

## Carrera
Metcalfe se graduó de la Escuela de Artes Tisch de la Universidad de Nueva York. Inicialmente fue modelo, principalmente en anuncios para medios impresos y televisivos. Luego pasó a la pantalla pequeña, donde se destacó con su personaje de Miguel López-Fitzgerald en la telenovela de la NBC, Passions, desde el inicio del show en julio de 1999 hasta julio del 2004. 
A finales de 2003 y principios de 2004, Metcalfe hizo dos actuaciones como invitado en la serie de la WB Smallville, como Van McNulty. También hizo algunas intervenciones en 44 Minutes: A Shoot Out in North Hollywood, del canal FX.
Metcalfe regresó a la televisión en el papel del sexy jardinero adolescente John Rowland en el popular drama de la cadena ABC Desperate Housewives, donde John, su personaje, tiene un amorío secreto con el ama de casa Gabrielle Solis, quien es interpretada por Eva Longoria, desde que la serie debutó en octubre del 2004.
Metcalfe se ha convertido en la tercera estrella que ha aparecido en el programa de MTV Punk'd más de dos veces (Wilmer Valderrama, Omarion y Jesse McCartney son los otros). Su primera aparición fue cuando Metcalfe y Ashton Kutcher le hicieron una broma a Eva Longoria, en la que ésta era acusada de haber robado miles de dólares y cometer fraude (usando una identidad falsa). Su segunda aparición fue cuando la gente de Kutcher le jugó una broma a Metcalfe durante la audición para el reparto de Spider-Man 3.
Apareció poco en la segunda temporada de Desperate Housewives, pero en la tercera temporada tuvo una participación más activa.
Jesse Metcalfe protagonizó el filme de comedia John Tucker Must Die el cual fue un éxito tanto en EE. UU. como Latinoamérica. En esta película compartió papel con la cantante de R&B Ashanti.
En 2008 protagonizó Insanitarium, una película gore donde interpretaba a Jack, que se hace pasar por loco para entrar al asilo donde está internada su hermana Lily y descubre que a los internos les están administrando un producto llamado Orpheum que los transforma en una especie de zombis sedientos de sangre.

## Vida personal
En su tiempo libre Jesse Metcalfe realiza actividades como tocar la guitarra y componer canciones. También es amante del baloncesto y ha formado parte de "The Hollywood Knights", un equipo que recauda dinero para las escuelas secundarias del sur de California. Además, el actor aspira a dirigir sus propias películas en el futuro. Vivió 5 años en Querétaro, México.[cita requerida]

## Filmografía
- 44 Minutes: A Shoot-Out in North Hollywood (2003) (TV) .... Uniformado
- Smallville .... Van McNulty (2 episodios, 2003-2004)
- Passions .... Miguel López-Fitzgerald
- John Tucker Must Die (2006). ... John Tucker
- Desperate Housewives .... John Rowland (23 episodios, 2004-2007)
- Loaded (2007) .... Tristan Price
- Insanitarium (2008) .... Jack
- Más allá de la duda (2009)
- The Other End of the Line (2009)
- Dallas (2012-2014) .... Christopher Ewing
- "A Country Wedding" (2015) (TV) - Bradley Suttons
- God's Not Dead 2 (2016) .... Tom Endler
- Chesapeake Shores. (2016 ) - Trace Riley ...

## Premios y reconocimientos
- 2000 - Nominado - Soap Opera Digest Awards - Estrella adolescente favorita (Passions)
- 2005 - Ganador - Premios del Sindicato de Actores - Mejor reparto de televisión en serie de Comedia (Desperate Housewives)
- 2005 - Nominado - Teen Choice Awards - Mejor Actor de Comedia de TV (Desperate Housewives)
- 2005 - Ganador - Teen Choice Awards - Choice TV Breakout Performance - Male (Desperate Housewives)
- 2005 - Ganador - Young Hollywood Awards - Nueva Cara